# Natica kawamurai
Natica kawamurai is een slakkensoort uit de familie van de Naticidae. De wetenschappelijke naam van de soort is voor het eerst geldig gepubliceerd in 1983 door Sakurai.